# Manuelito de Ornelas
Manoelito de Ornelas (Itaquí, 17 de febrero de 1903 - Porto Alegre, 8 de julio de 1969) fue un periodista, poeta, profesor y escritor brasileño.
Fue redactor del Jornal da  Manhã y luego redactor en jefe de A Federação. En 1938 fue nombrado director de la Biblioteca Pública del Estado y presidente de la Asociación Riograndense de Prensa. En 1951 fue profesor interino en la Facultad de Filosofía de la Universidad Federal de Río Grande del Sur y, en 1954, fue trasladado a la facultad de Florianópolis donde dictó Historia del Arte. Esta vinculado a la vertiente platina de la historiografía riograndense junto con Alfredo Varela. Es autor de obras de tinte sociológico como la obra "Gaúchos e Beduínos", fundamental para el entendimiento de la sociedad y cultura gaúcha.